# Valerie Chow
Valerie Chow (Vancouver, 1970), conocida como Rachel Shane, es una actriz y modelo de Hong Kong.
Ha protagonizado numerosas películas y algunas series de televisión, como Chungking Express's, como la azafata que rompe con el CP 633 (Tony Leung), un papel que le ganó una nominación a la mejor actriz de reparto en el 14a Hong Kong Film Awards. Otro notable película  Twentysomething (1994), otra aparición en Tsui Hark en 1995,  así como Inner Senses en 2002, que vio aparecer junto a Chow co-star Leslie Cheung. Su papel como una elegante y sofisticada abogada llamado Flora en 2001 la serie ATV, Healing Hearts fue uno de sus más populares entre el público, y obtuvo de ella una imagen favorable como la "perfecta mujer moderna '. 
Desde 2003, ha decidido abandonar la industria del entretenimiento y actualmente trabaja como publicista para el Grupo Pedder, los zapatos y accesorios división de Lane Crawford.

## Filmografía
- He Ain't Heavy, He's My Father (新難兄難弟) (1993)
- Twentysomething (晚九朝五) (1994)
- Chungking Express(重慶森林) (1994)
- Lover of the Last Empress (慈禧秘密生活) (1995)
- Dream Killer (野性的邂逅) (1995)
- The Case of the Cold Fish (月黑風高) (1995)
- Ghostly Bus (鬼巴士) (1995)
- Spider Woman (蜘蛛女) (1995)
- Wind Beneath My Wings (空中小姐) (1995)
- High Risk(鼠膽龍威) (1995)
- The Armed Policewoman (95陀槍女警) (1995)
- Red Zone (爆炸令) (1995)
- The Blade(刀) (1995)
- Street Angels (紅燈區) (1996)
- Hero (馬永貞) (1997)
- Phantoms (1998)
- Futuresport (1998)
- Bridge of Dragons (1999)
- Sausalito (一見鍾情) (2000)
- Healing Hearts (俠骨仁心) (2000)
- The Vampire Combat (極速殭屍) (2001
- Inner Senses (異度空間) (2002)
- Freaky Story (不寒而慄) (2002)

## Series de televisión
- Fate of the Clairvoyant (再見亦是老婆 alt. 都市有情人) (1994)
- John Woo's Once A Thief (appears in one episode) (1997)
- Healing Hearts (俠骨仁心) (2001)
- Tearaway Doctor (上海灘之俠醫傳奇) (2004)

- Datos: Q275095